# Zbigniew Koźmiński
Zbigniew Koźmiński (ur. 26 sierpnia 1946) – polski działacz sportowy.
Były rzecznik prasowy i członek prezydium zarządu Polskiego Związku Piłki Nożnej. W swojej długoletniej karierze był również prezesem Rady Nadzorczej polskiej spółki akcyjnej Ekstraklasa, oraz prezesem zarządu Piłkarskiej Ligi Polskiej. W latach 2002–2006 sprawował funkcję prezesa Górnika Zabrze. Był też dyrektorem w Pogoni Szczecin za czasów Sabriego Bekdaşa oraz prezesem za Antoniego Ptaka. Od czerwca 2009 r. do 27 stycznia 2011 r. zajmował stanowisko wiceprezesa w Piaście Gliwice. Ojciec Marka Koźmińskiego.